# August Constantin von Schlichting
August Constantin Freiherr von Schlichting (geb. 8. September 1705 in Schlichtingsheim; gest. 1779) war ein preußischer Landrat.

## Herkunft und Leben

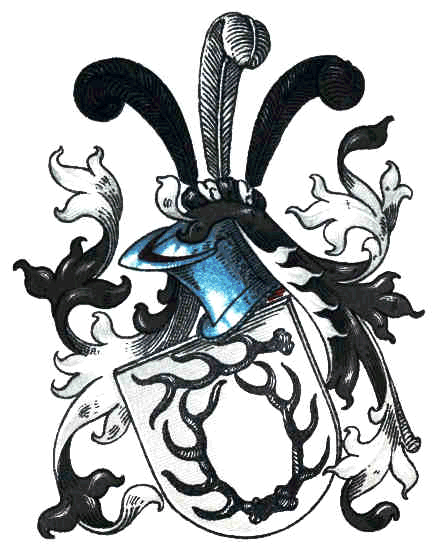
Wappen derer von Schlichting

August Constantin Freiherr von Schlichting war Angehöriger des schlesischen Adelsgeschlechts Schlichting. Er war der Sohn von Maximilian von Schlichting (1668–1713), königlich polnischer Capitain, Tribun von Fraustadt und Erbherr der Güter Rogalino, Schwusen und Tschwirtschen. Seine Mutter war Anna Madgalena, geb. Freiin von Abschatz. August Constantin wandte sich offenbar zunächst der Landwirtschaft zu, bevor er nach 1742 Kreisdeputierter wurde. 1748 wurde er zum Landrat des Kreises Guhrau ernannt. Das Amt als Landrat übte er bis zum Jahr 1751 aus. Aufgrund einer Lähmung von Schlichtings wurde ihm Friedrich Rudolph von Tschammer bereits im Jahr 1750 adjungiert und 1751 endgültig zum neuen Landrat bestellt.

## Persönliches
August Constantin von Schlichting saß auf Juppendorf und war seit dem 14. Mai 1733 mit Helene Sabine († 28. Januar 1762), geb. von Knobelsdorff, verheiratet.